# United Football League (2024)
La United Football League (UFL) (en español: «Liga Unida de Fútbol», «LUF») es una liga menor de fútbol americano profesional.
La liga es el resultado de la fusión de dos ligas anteriores, la XFL (de la que se disputaron cinco temporadas, 2001 y 2020-23), y la USFL -United States Football League- (de la que se disputaron dos temporadas, 2022 y 2023).
La integran ocho equipos, todos ellos provenientes de la XFL o de la USFL.

## Historia
Durante la quinta semana de la temporada 2023 de la XFL, debido a la pandemia de COVID-19, que afectó gravemente a la población de Estados Unidos, la liga empezó a generar pérdidas por la imposibilidad de tener público en los estadios debido al temor de contraer la enfermedad, obligando a McMahon a paralizar sus operaciones y a declararla en bancarrota, acogiéndose al Capítulo 11 de la Ley de Quiebras estadounidense, despidiendo de paso a todo el personal de XFL incluyendo al entonces comisionado de la liga, Oliver Luck. Posteriormente, fue adquirida el 3 de agosto de 2020 por el actor y exluchador de la WWE Dwayne "The Rock" Johnson, quien pagó 15 millones de dólares.
En 2023 Johnson anunció que la Liga iba a fusionarse con la United States Football League para crear la United Football League.

## Equipos
| Conferencia     | Equipo                | Sede                | Estadio                      |
| --------------- | --------------------- | ------------------- | ---------------------------- |
| USFL Conference | Birmingham Stallions  | Birmingham, Alabama | Protective Stadium           |
| USFL Conference | Houston Roughnecks    | Houston, Texas      | Space City Financial Stadium |
| USFL Conference | Memphis Showboats     | Memphis, Tennessee  | Simmons Bank Liberty Stadium |
| USFL Conference | Michigan Panthers     | Detroit, Míchigan   | Ford Field                   |
| XFL Conference  | Arlington Renegades   | Arlington, Texas    | Choctaw Stadium              |
| XFL Conference  | DC Defenders          | Washington D. C.    | Audi Field                   |
| XFL Conference  | San Antonio Brahmas   | San Antonio, Texas  | Alamodome                    |
| XFL Conference  | St. Louis Battlehawks | San Luis, Misuri    | The Dome at America's Center |